# All Shook Up
〈All Shook Up〉은 엘비스 프레슬리의 노래이며 엘비스 프레슬리 뮤직이 유통하고 오티스 블랙웰이 작곡을 맡았다. 싱글은 1957년 4월 13일, 미국 빌보드 핫 100 정상에 올라 8주 머물렀다. 《빌보드》 R&B 차트에서는 두 번째로 정상에 올라 4주간 머물렀다. 컨트리 차트에서 1위를 차지하기도 했다. RIAA에 의해 이중 플래티넘 인증을 받는다.
《롤링 스톤》 역대 최고의 노래 500곡에서 352위로 간택됐다.

## 역사
오티스 블랙웰은 1956년 샬리마 뮤직의 사무소에서 곡을 작곡했다. 샬리마의 중진 앨 스탠톤이 펩시병을 흔들면서 "all shook up"을 주제로 노래를 만들어보라고 제안하여 썼다. 피터 구랄닉은 후렴에 "All Shook Up"가 어울릴 것 같다고 생각한 엘비스가 발상했다고 적는다. 그의 명의가 크레디트에 실리게 된 것도 이에 기인한다고 한다. 엘비스 본인이 1957년 10월 28일 상술한 것이 있다. "저는 노래에 대해 아이디어를 준 적이 없어요. 있다고 한다면 말이죠. 어느날 밤에 침대에서 조용히 꿈을 꾸는데 엄청난 충격을 받고 잠에서 깨어났어요. 바로 친구에게 전화를 걸어 그 얘기를 했죠. 아침에 그 친구가 노래 'All Shook Up'을 들고왔어요."
데이비드 힐을 예명으로 사용한 데이비드 헤스는 처음 노래를 녹음한 사람으로 엘비스 전에 〈I'm All Shook Up〉 제목으로 알라딘 레코드에서 발표했다. 2009년 인터뷰에서 헤스는 곡의 기원을 다음과 같이 설명했다. "'All Shook Up'의 제목은 실화를 바탕으로 떠올린 것인데, 저는 그런 노래를 쓰지 않기로 했지만, 오티스 블랙웰이 써서 알라딘 레코드에서 처음 녹음하게 되었죠. 내가 지은 제목이지만 오티스가 쓴 곡이고, 프레슬리가 음반 취입하려고 작곡 크레디트를 가져갔어요. 그 시절에는 일상같은 일이었죠."
1956년 빌 벨먼과 할 블레인이 작곡, 빅 데이스 앤 히즈 오케스트라가 동원된 비키 영의 노래, 〈(I'm) All Shook Up〉은 제목은 같지만 다른 노래다. 캐피틀 레코드에서 출시했다.
1957년 1월 12일 프레슬리는 할리우드의 라디오 레코더에서 녹음했다. 듀엣 보컬은 조더네이어스의 맏테너 고든 스토커가 임했다. 테이크 10이 발매되기로 선정되었고 3월에 빌보드 톱 100 차트 25위로 첫 진입했다. 3주 동안 페리 코모의 〈Round and Round〉을 두들기다 정상을 차지, 8주 머물렀다. 프레슬리의 첫 영국 싱글 차트 1위 곡으로 7주 지속했다. 2백만 장 넘게 판매됐고 빌보드 연말 1위 노래로 지정됐다.

## 차트 성적
| 차트 (1957)                                          | 최고 순위 |
| ---------------------------------------------------- | --------- |
| 미국 《빌보드》 더 핫 100                            | 1         |
| 미국 《빌보드》 《베스트 셀러 인 스토어》            | 1         |
| 미국 《빌보드》 《자키가 가장 많이 재생한 곡》       | 1         |
| 미국 《빌보드》 《주크박스에서 가장 많이 재생된 곡》 | 1         |
| 미국 《빌보드》 《핫 컨트리 송》                     | 1         |